# Bazillac
Bazillac ist eine französische Gemeinde mit 369 Einwohnern (Stand 1. Januar 2022) im Département Hautes-Pyrénées in der Region Okzitanien (vor 2016: Midi-Pyrénées). Die Gemeinde gehört zum Arrondissement Tarbes und zum Kanton Val d’Adour-Rustan-Madiranais.
Die Einwohner werden Bazillacois und Bazillacoises genannt.

## Geographie
Bazillac liegt circa 23 Kilometer nördlich von Tarbes in dessen Einzugsbereich (Aire urbaine) in der historischen Grafschaft Bigorre am nördlichen Rand des Départements.
Umgeben wird Bazillac von den sieben Nachbargemeinden:
| Vic-en-Bigorre | Sarriac-Bigorre                             | Rabastens-de-Bigorre |
| Camalès        | Kompassrose, die auf Nachbargemeinden zeigt | Escondeaux           |
|                | Ugnouas                                     | Tostat               |

Bazillac liegt im Einzugsgebiet des Flusses Adour an seinem rechten Ufer.
Außerdem bewässern Nebenflüsse des Canal d’Alaric das Gebiet der Gemeinde:
- die Aule und ihr Nebenfluss,
  - der Ruisseau l’Ayguevive, und
- der Ruisseau de Larcis und sein Nebenfluss,

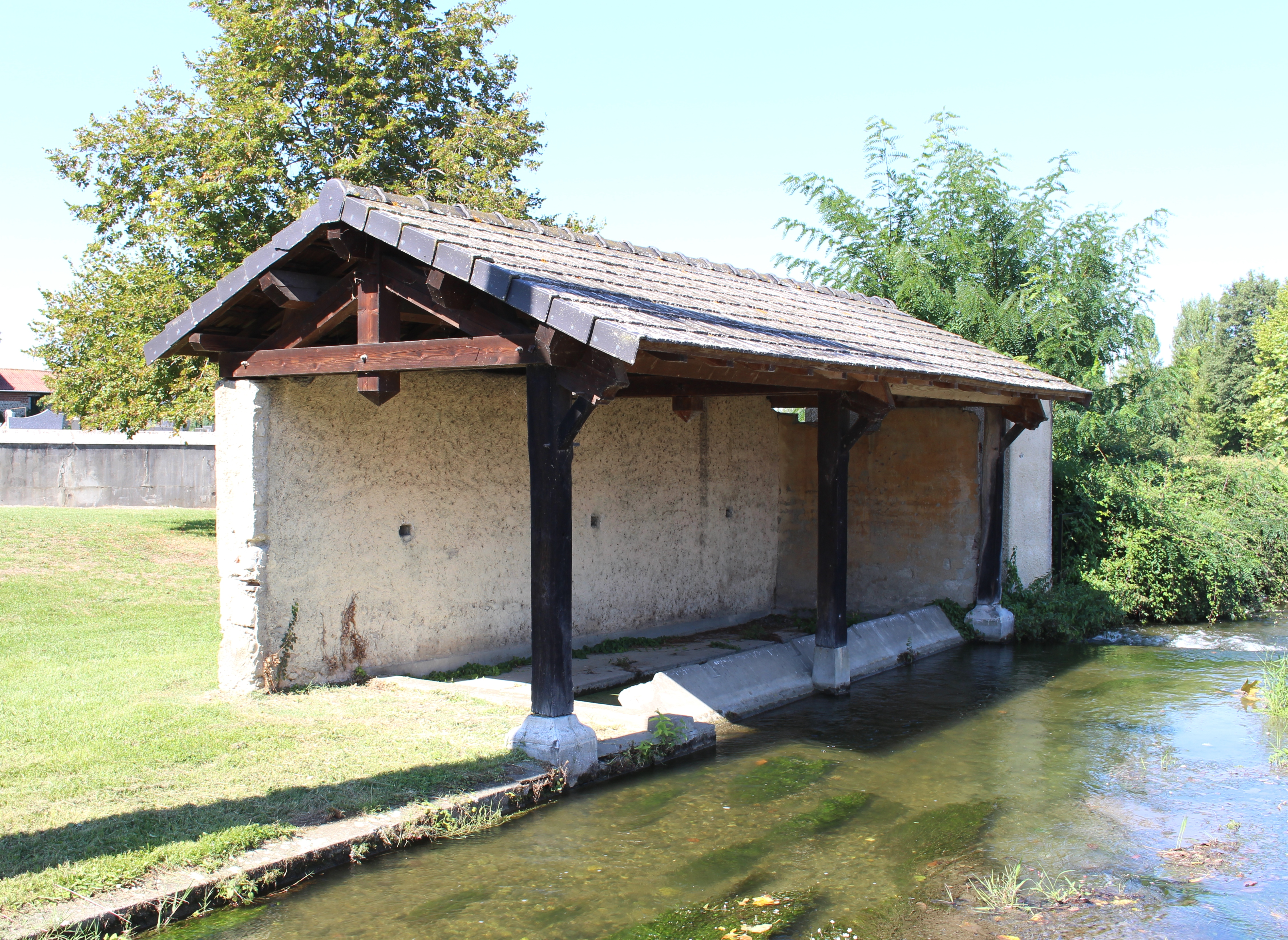
Waschplatz

  - der Ruisseau l’Échéou.[3]

## Geschichte
Die Gemeinde ist seit der gallorömischen Zeit besiedelt, wie Teile von Keramiken, Dachziegeln und Überbleibsel von Behausungen vor Ort belegen. Bis zum Jahre 1750 bestand ein Schloss, das den Baronen von Bazillac gehörte. Heute steht das Schulgebäude an dieser Stelle. Ein Mauerziegelbau ersetzte im 19. Jahrhundert das Herrenhaus der Familie Florence, die Vasallen der Bazillac war.

## Toponymie
Der okzitanische Name der Gemeinde heißt Baselhac. Er stammt vom lateinischen Eigennamen Basilius und dem Suffix -acum woraus der gascognische Suffix -ac entstand („Landgut des Basilius“ in der Antike).
Toponyme und Erwähnungen von Bazillac waren:
- S. Bernardo de Baseliaco und de Basaliaco (1062, Kopialbuch der Grafschaft Bigorre),
- Bernardus de Basalag (1152, Kopialbuch Berdoues),
- Bernardus de Basiliaco (1157 und 1257, Kopialbuch Berdoues),
- Bernardus de Bazalag (1190, Kopialbuch Berdoues),
- Bernardus de Baselag(1171, Kopialbuch Berdoues),
- Bernardo de Basalach(1256, Archiv der französischen Krone Trésor des chartes),
- Raymundus Aymerici de Bazalha (1300, Erhebung im Bigorre),
- De Bazelhaco (1313 und 1379, Steuerliste Debita regi Navarre bzw. Prokuration Tarbes),
- De Baselhaco(1342, Kirchenregister von Tarbes),
- Baselhac (1429, Zensusliste der Grafschaft Bigorre),
- Bazillac (1750, Karte von Cassini),
- Bazeillac (1790, Département 2),
- Bazilhac (1793, Notice Communale),
- Bazillac (1801, Bulletin des lois).[5][6][7]

## Einwohnerentwicklung

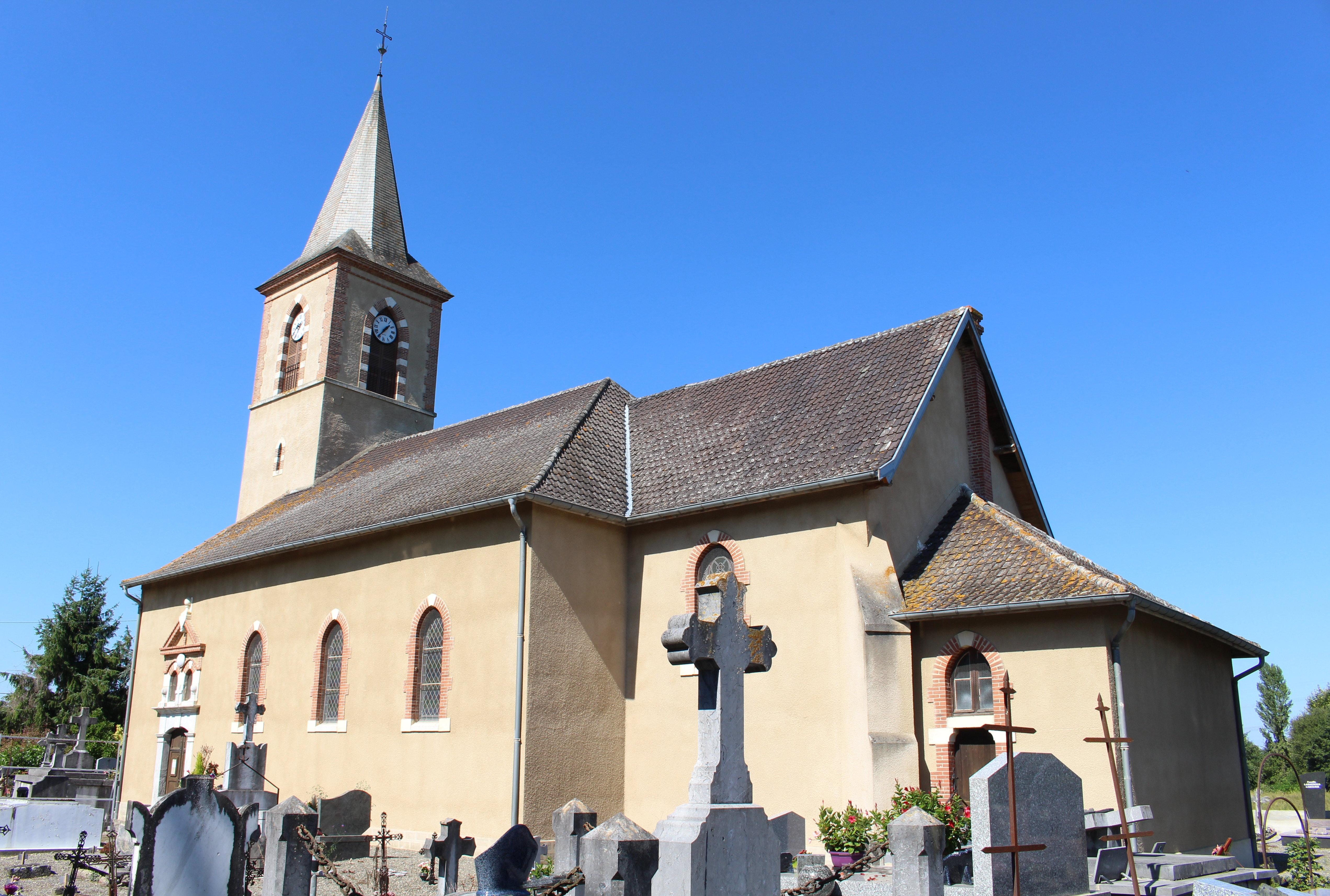
Pfarrkirche Saint-Saturnin

Nach Beginn der Aufzeichnungen stieg die Einwohnerzahl bis zur ersten Hälfte des 19. Jahrhunderts auf einen Höchststand von 550. In der Folgezeit sank die Größe der Gemeinde bei kurzen Erholungsphasen bis nach dem Zweiten Weltkrieg auf 320 Einwohner, bevor sie sich seitdem auf einem Niveau von rund 340 Einwohnern stabilisierte.
| Jahr      | 1962 | 1968 | 1975 | 1982 | 1990 | 1999 | 2006 | 2011 | 2022 |
| --------- | ---- | ---- | ---- | ---- | ---- | ---- | ---- | ---- | ---- |
| Einwohner | 356  | 335  | 319  | 352  | 317  | 304  | 342  | 326  | 369  |

## Sehenswürdigkeiten
- Pfarrkirche Saint-Saturnin

## Wirtschaft und Infrastruktur

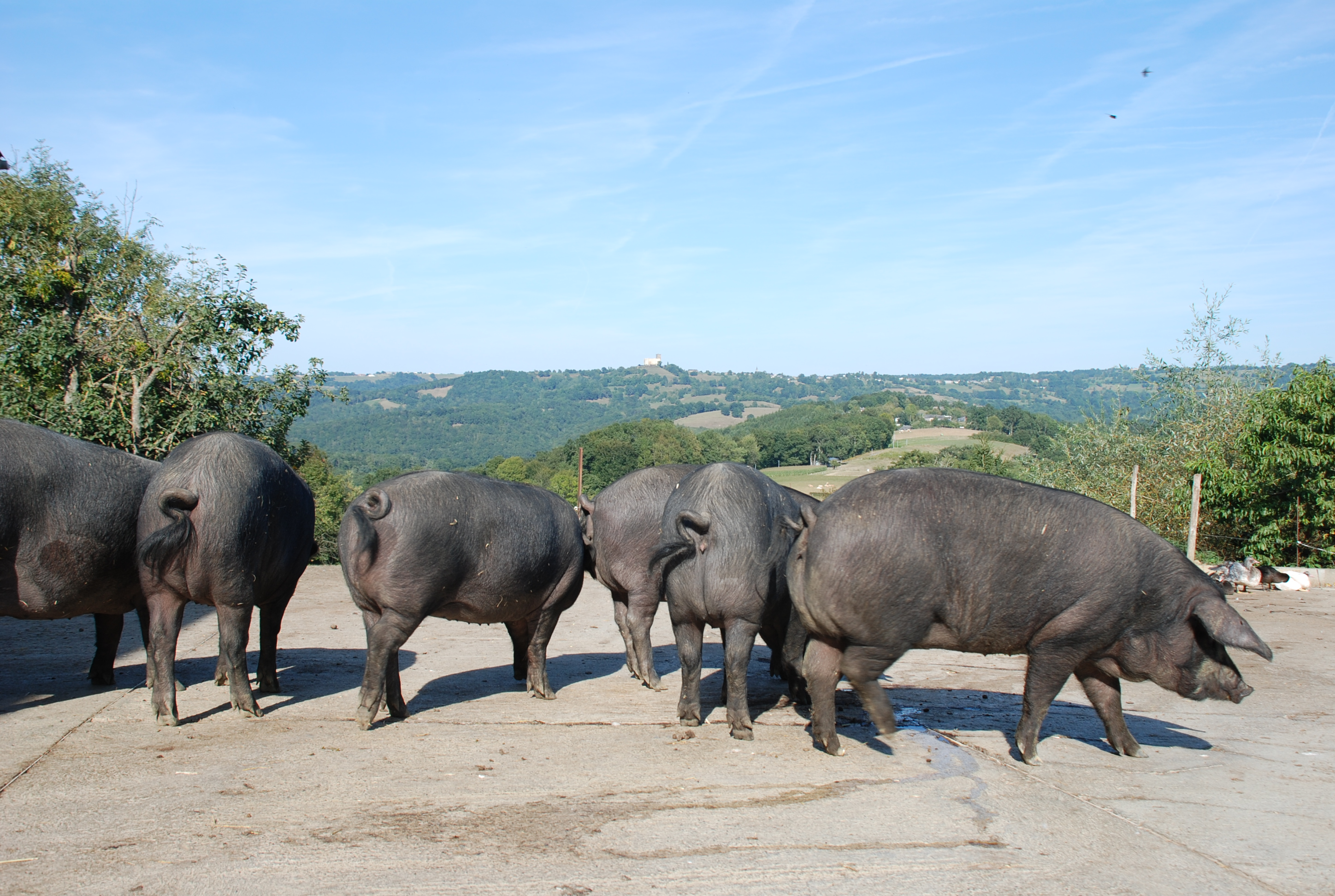
Porcs Noirs de Bigorre

Bazillac liegt in den Zonen AOC der Schweinerasse Porc noir de Bigorre und des Schinkens Jambon noir de Bigorre.

### Bildung
Die Gemeinde verfügt über eine öffentliche Grundschule mit 17 Schülerinnen und Schülern im Schuljahr 2019/2020.

### Verkehr
Bazillac ist über die Routes départementales 4, 8 und 51 erreichbar.